# Paolo Leardi
Paolo Leardi (ur. 1762 w Casale Monferrato, zm. 31 grudnia 1823) – włoski duchowny rzymskokatolicki, arcybiskup, dyplomata papieski.

## Biografia
18 lipca 1784 otrzymał święcenia prezbiteriatu. 
20 marca 1816 papież Pius VII mianował go nuncjuszem apostolskim w Austrii oraz 23 września 1816 arcybiskupem in partibus infidelium efeskim. 12 stycznia 1817 przyjął sakrę biskupią z rąk sekretarza Świętej Kongregacji ds. Biskupów i Zakonników kard. Giuseppe Morozzo Della Rocca. Współkonsekratorami byli sekretarz Świętej Kongregacji ds. Biskupów i Zakonników kard. in pectore Fabrizio Sceberras Testaferrata oraz nuncjusz apostolski w Portugalii abp Giovanni Francesco Compagnoni Marefoschi.
Urząd nuncjusza apostolskiego w Austrii pełnił do śmierci.